# Кухаренко, Николай Лукьянович
Николай Лукьянович Кухаренко (25 декабря 1927, Красноярский край — 10 сентября 1999) — бригадир монтажного управления «Химстрой» Волгоградгидростроя, известный волжский строитель, Герой Социалистического Труда, заслуженный строитель РСФСР.

## Биография
Родился 25 декабря 1927 года в селе Черемшанка Красноярского края в многодетной крестьянской семье. Рано познал крестьянский труд, работая в колхозе.
В Военно-Морском Флоте с 1944 года. Проходил службу на Тихоокеанском флоте, при штабе которого с отличием окончил партийную школу. Участник советско-японской войны 1945 года.
В августе 1945 года в составе воздушного десанта Николай Кухаренко участвовал в разгроме японских милитаристов. По окончании войны продолжил службу на Дальнем Востоке, а в 1950—1952 годах был комсоргом войсковой части.
После демобилизации, в 1952 году работал машинистом ТЭЦ Сталинградского тракторного завода. В 1953 году проходил обучение на мастера-десятника общестроительных работ при центральном учебном комбинате Сталинградгидростроя, а затем с 1953 по 1955 год трудился мастером СГС. С 1955 года по 1982 год — бригадир монтажного управления «Химстрой» Волгоградгидростроя.
Н. Л. Кухаренко почти три десятка лет руководил одной и той же бригадой, работал с одним и тем же коллективом. За многолетний период работы на стройке он овладел профессиями бетонщика, плотника, арматурщика, стропальщика, электросварщика, монтажника. Кроме этого, он отлично знал геодезию, нормирование труда, материальный учёт, хозрасчёт и бригадный подряд. Его опыт изучался в других бригадах и не только в городе Волжском, но и в строительной отрасли СССР. Его авторитет был настолько высок, что даже говорили, мол, легче поступить в институт, чем пройти конкурс на работу в его бригаду.
Указом Президиума Верховного Совета СССР за выдающийся вклад в дело применения в строительстве новых методов работы и за умелое руководство бригадой строителей Николаю Лукьяновичу Кухаренко присвоено звание Героя Социалистического Труда с вручением ордена Ленина и золотой медали «Серп и Молот».
Страстно влюблённый в своё дело строителя, Николай Кухаренко был бесконечно предан ему, этого же требовал и от окружающих. Он не терпел бездушия и формализма. Всегда боролся за правду и воспитывал это чувство у членов строительной бригады. Был он слишком прямолинейным и резким в суждениях, непомерно категоричным, в связи с чем не всем был «удобен», часто вступал в конфликты с начальством, но в бригаде его ценили и уважали. Бывало, что его поступки казались непонятными для окружающих, но коллектив бригады неизменно достигал высоких результатов и завоёвывал призовые места. Кухаренко был принципиален к себе и подчинённым. Никогда не пользовался привилегиями, которые ему были положены.
В родных краях Н. Л. Кухаренко был известным общественным деятелем. В городе Волжском Волгоградской области ни одна партийная или комсомольская конференция не проходила без его выступлений с трибуны. На городских митингах, собраниях, шествиях он неизменно был знаменосцем.
С большим воодушевлением знатный бригадир строителей работал в Комитете защиты мира, преподавая уроки нравственности в школах и училищах. Поэтому для многих волжан он не нуждался в представлении. Члены делегации Советского Комитета защиты мира во время дружеского визита в Демократическую Республику Вьетнам принимали его за государственного деятеля.
10 сентября 1999 года Н. Л. Кухаренко скончался на 72-м году жизни. С ним пришёл прощаться весь город Волжский. Похоронен в этом же городе на центральном кладбище.
Награждён орденом Ленина, орденами Трудового Красного Знамени, Отечественной войны 2-й степени, Дружбы народов, медалями «За трудовую доблесть», медалью «За победу над Японией», шестью памятными медалями Вооружённых Сил СССР, медалью заслуженного строителя РСФСР, золотой медалью Советского Комитета защиты мира и медалью Фонда мира.
24 ноября 1999 года Горсовет Волжского принял постановление № 118/3 об увековечении имени Н. Л. Кухаренко в названии одной из улиц в центре Волжского. С этого времени имя прославленного строителя носит бывшая Колхозная улица — улица Кухаренко.